# هوراس وايلدر
هوراس وايلدر هو محامي وقاضي وسياسي أمريكي، ولد في 20 أغسطس 1802 في هارتلاند في الولايات المتحدة، وتوفي في 26 ديسمبر 1889 في ريد وينغ في الولايات المتحدة. نشط حزبياً في الحزب الجمهوري. وقد انتخب Supreme Court of Ohio ‏ وانتخب عضو مجلس نواب أوهايو ‏.